# Quasicooronga connecta
Quasicooronga connecta är en tvåvingeart som beskrevs av Hardy och Drew 1996. Quasicooronga connecta ingår i släktet Quasicooronga och familjen borrflugor. Inga underarter finns listade i Catalogue of Life.